# Pan (mitologija)
Pan (grč. Παν, Pan) u grčkoj mitologiji bog je pastira, stada, njiva, šuma, polja odnosno "paše i stoke", njihov zaštitnik i zaštitnik lovaca, stoga ga se naziva i zaštitnikom prirode. Osim toga ljubitelj je glazbe i najbolji plesač među bogovima. Pan je prema većini izvora sin nimfe Driope i boga Hermesa. Panov je pandan u rimskoj mitologiji Faun.
Po Panu je nazvan jedan Saturnov mjesec.

## Etimologija
Panovo grčko ime možda je srodno sa sanskrtskim Pusan, vedskim bogom stoke i čuvarom. Oblična sličnost s riječju pan u značenju "sve" možda je pridonijela poimanju Pana kao personifikacije prirode.

## Karakteristike
Pan je prikazivan s kozjim stražnjim nogama i rogovima, ima ljudsku glavu i torzo, kozji rep, jarčeve uši i bradu, a cijelo mu je tijelo bilo prekriveno dlakama. Pana se često opisuje kao polučovjeka i polujarca.
U likovnoj umjetnosti Pan je često prikazivan, posebno na slikanim posudama i reljefima, kako se igra u društvu nimfa ili kako ih progoni.

## Kult
Panovo štovanje počelo je u Arkadiji koja je bila i ostala prijestolnica njegova kulta. Arkadijski su lovci znali bičevati i kažnjavati njegov kip ako bi bili razočarani lovom.
Uvođenje Panova kulta primjerice u Ateni ima povijesnu potvrdu u poznatom događaju iz kojeg se vidi koliko su Grci vjerovali u svoje mitove. Prije maratonske bitke Atenjani su poslali Filipida da otrči u Spartu i zatraži pomoć, no Filipid je na putu susreo Pana. Za Pana je rečeno u himni u Hermesovu čast da je imao kozje noge, dva roga, bio bučan i nasmijan, što ukazuje na to da je Hermes bio poprimio obličje ne smrtnika nego jarca. Križanci poput Pana ili su odraz zbrke slojeva ili preobrazbe kralja u svetu životinju. Čini se da je Pan zapravo primitivniji oblik onoga arkadijskog boga stada od koga se razvio i Hermes. Pan je jedino božanstvo za koje se vjerovalo da je smrtan.
Kad je, za vrijeme vladavine cara Tiberija, egipatski Tamus plovio prema Italiji, tri puta čuo je glas koji mu je naložio da poruči svima da je veliki Pan mrtav. Zbog toga je u srednjem vijeku, u raznim teološkim razmatranjima, taj veliki Pan izjednačen sa Sotonom ili Kristom. Njegov se kult proširio po cijelom grčkom tlu jer se vjerovalo da je pomogao Atenjanima da pobijede na Maratonu.
Kult je postojao i u ostatku južne Grčke, u Sikoniji, Argolidi i Elidi te u Fokidi

## Mitologija

### Rođenje
Dok je Hermes čuvao u Arkadiji stada nekog smrtnika, ugledao je lijepu nimfu Driopu, i poželio je njezinu ljubav. Plod te ljubavi bilo je čudesno dijete. Već kao beba rodio se s kozjim nogama, rogat i bradat. Njegov izgled toliko je uplašio njegovu majku da ju je obuzeo dotada nezapamćen strah, pa se takav strah još i danas naziva panični strah.
Stari su Grci također vjerovali da strah i uznemirenost izaziva Pan svojim izgledom, ali i svojom pojavom plašio je ljude tj. izazivao paniku, pa je po njemu nastala riječ panika. Naime, nimfa Driopa, Panova majka, jednostavno je pobjegla glavom bez obzira i ostavila malog Pana samog.
No, otac Hermes ostao je hladne glave, obradovao se i prihvatio sina takvog kakav je, uvio ga u zečju kožu te ga poveo sa sobom na Olimp i ponosno ga pokazao bogovima. Na Olimpu bogovi toliko su se smijali i rugali Panovu izgledu da je nesretnik jednostavno pobjegao iz obilja i sigurnosti Olimpa u mračne i opasne arkadijske šume.
Katkad ga se smatra i Zeusovim sinom. Usto postoji i inačica da je Antinoj zaveo Penelopu pa ju je Odisej vratio ocu Ikaru te je u Mantiniji u Arkadiji rodila Hermesu Pana.
U nekim se izvorima kao majka javlja i Kalista, potom Eneida ili Tibrida ili Penelopa koju je posjetio u ovnovljevu obliku, a čak i Odisejeva Penelopa (postoji i inačica da je otac jedan od njezinih prosaca). Prema nekim izvorima, Pan je Eterov i Eneidin sin ili ga se smatra sinom Urana i Geje.

### Život
Provodio je veseo i bezbrižan život, osobito na visovima i gorskim vrhuncima. Pan je, skriven od svih, odrastao u tim šumama čuvajući stada, svirao je na fruli i povremeno boraveći u društvu satira i nimfi. Tako se i danas instrument Panova frula naziva po njemu.
Kako je svirao pučke napjeve na svojoj drvenoj svirali, a kako su ga mnogi i hvalili da mu je svirka lijepa i ugodna, Panu su hvale udarile u glavu. Tako se Pan stao na sve strane hvaliti da je on bolji glazbenik i od samog Apolona, boga glazbe. I kralj Mida volio je pobjeći iz svoje palače i razmišljati u miru šume gdje je često Pan svirao na svojoj fruli. Koliko su hvale Panu udarile u glavu vidi se u natjecanju između njega i Apolona. Apolona su sa svojom lirom proglasili pobjednikom, a kralj Mida presudio je u korist Pana što je naljutilo Apolona. Za kaznu ga je "nagradio" magarećim ušima, a on je to pokušao sakriti krunom tako napravljenom da mu je sakrivala uši.
Pan je volio biti i u društvu Dioniza, boga vina, te je uživao u njegovim veselicama. Drugi bog čije je Pan društvo obožavao bio je bog Apolon kojeg je Pan poučio tajnama proricanja iako je znao da će kasnije Apolon utemeljiti proročište u Delfima koje će biti suparničko njegovu proročištu u Arkadiji.
Pan je bio vrlo sklon smrtnim ljudima, a najviše je volio pastire kojima je čuvao stada od svih opasnosti. Pan je bio živahan, okretan, hitar i prijetvoran. Mnogo pomogao u borbi između bogova s Olimpa i Titana. Tijekom rata s Titanima grčki bogovi bili su prisiljeni povući se u jednom trenutku. Kako bi se spasili, svaki od njih morao je promijeniti svoj oblik. Tada je Pan skupljao dijelove Zeusa koji je nastradao u borbi, a to je toliko dirnulo Zeusa da mu je dao mjesto među zvijezdama. Tako danas horoskopski znak Jarca označava ovaj događaj, odnosno nastao je upravo po Panu.
Pan je bio izuzetno opasan i nasilan ako bi se ga iznenada probudilo iz sna. Neopreznost su mnogi platili time što ih je, u trenutku kada bi ga probudili, obuzeo paničan strah. Tako su godine 490. pr. Kr. perzijski vojnici neoprezno probudili Pana iz sna jurišajući na položaje Atenjana, a prema drugoj inačici, Pan je pomagao Atenjanima svojevoljno. Pana je to toliko razbjesnilo da je zaurlao na perzijske vojnike koje je uhvatio panični strah te su oni u paničnom strahu napustili bojište. Atenski vojnici u jednoj pećini nedaleko od Maratona podigli su Panu svetište u znak zahvalnosti.

### Ljubav
Mnogi mitološki izvori govore o mnogim Panovim ljubavnim jadima. Pan se zaljubio u nimfu Pitiju, no, kada ga je vidjela, ona se od straha pretvorila u omoriku.
Potom se zaljubio u nimfu Siringu, no, ona se opet od straha odlučila za skok u močvaru i ondje se pretvorila u trstiku. Naklonost je jedino dobio od nesretne nimfe Eho, kojoj pak ljubav nije uzvratio Narcis, no i ona ga je na kraju odbila. Pan je naredio sljedbenicima da je ubiju te su je raskomadali po cijeloj Zemlji. Božica Geja primila je Ehine dijelove. Prema nekim inačicama imali su dijete Jambu.
Dafnis je bio sin boga Hermesa i sicilske nimfe. Osim Apolona, u njega se zaljubio i Pan, njegov polubrat, koji ga je naučio svirati.

### Djeca
Pan je imao djecu sličnu njemu, koja su zvana Panejidi. To su bila sedmorica šumskih duhova, koji su pratili Dioniza i satire.

### Smrt
Prema grčkom povjesničaru Plutarhu, Pan je jedini grčki bog koji je mrtav. Za vrijeme vladanja cara Tiberija, vijest o Panovoj smrti došla je do Tama, mornara na putu u Italiju, kod otočja Paksi. Zazvao ga je božanski glas i rekao mu, kad stigne do Paloda (nerazjašnjenog mjesta), da proglasi svima da je veliki bog Pan mrtav.
Robert Graves smatra da je moguće da je došlo do nerazumijevanja pri dozivanju te da je bilo rečeno kako je tamuz (hebrejski mjesec) mrtav iliti na zalasku, a ne veliki Pan. Tomu u prilog ide i činjenica da su stoljeće poslije, u Pauzanijevo vrijeme, još postojala svetišta i hramovi Panu u čast.

## Vanjske poveznice
- Pan u klasičnoj literaturi i mitologiji (engl.)
- Panov kult (engl.)
- Pan u grčkoj mitologiji (engl.)